# Трка на 1.000 метара
Трка на 1.000 метара средњопругашка атлетска дисциплина. Трчи се 2,5 круга на отвореном или 5 кругова на такмичењима у 
дворани. Ова трка није олимпијска дисциплина и ретко је на програму атлетских такмичења. У суштини трке на 1.000 метара се организује на комерцијалним такмичењима.
У такмичењима у дворани трка на 1.000 метара је последња дисциплина седмобоја у мушкој конкуренцији.

### Тренутни светски рекорди
Стање 1. мај 2014.
на отвореном:
- Мушкарци:Ноа Нгени, Кенија, 2:11,96 Ријети,  5. септембар 1999.
- Жене: Светлана Мастеркова, Русија, 2:28,98, Брисел, 23. август 1996.

у дворани
- Мушкарци: Вилсон Кипкетер, Данска, 2:14,96, Бирмингем, 20. фебруар 2000.
- Жене: Марија Мутола, Мозамбик, 3:30,94, Стокхолм, 25. фебруар 1999.